# ديفيا إس. مينون
ديفيا إس. مينون (بالإنجليزية: Divya S. Menon)‏ هي مغنية هندية، ولدت في 14 مارس 1992 في كيرلا في الهند.

## وصلات خارجية
- ديفيا إس. مينون على موقع ميوزك برينز (الإنجليزية)